# Tatosoma
Tatosoma là một chi bướm đêm thuộc họ Geometridae.